# Schizopyge niger
Schizopyge niger és una espècie de peix cipriniforme de la família dels ciprínids.

## Morfologia
- Els mascles poden assolir 27 cm de longitud total[5] i 2.700 g de pes.[6][7]

## Alimentació
Menja detritus i matèria vegetal.

## Hàbitat
És un peix d'aigua dolça i de clima tropical.

## Distribució geogràfica
Es troba a Àsia: l'Índia (la Vall de Caixmir) i el Pakistan (Azad Kashmir).